# Prelude, Fugue & Riffs
Prelude, Fugue and Riffs (letteralmente Preludio, Fuga e Riffs) è una composizione jazz per la sala da concerto composta da Leonard Bernstein per un ensemble jazz con clarinetto solista e scritta per l'orchestra di Woody Herman, per cui anche Igor' Stravinskij aveva scritto l'Ebony Concerto nel 1945.
Il titolo punta all'unione della musica classica e del jazz: Preludio (primo movimento) e Fuga (secondo movimento) - entrambi forme barocche - sono immediatamente seguiti senza sosta da una serie di "riff" (terzo movimento), che è un termine per indicare una figura melodica ripetuta e breve.

## Storia
Completato nel 1949 per la grande band di Woody Herman come parte di una serie di lavori commissionati - che includevano già l'Ebony Concerto di Stravinskij - non fu mai eseguito da Herman, forse perché la sua orchestra si era sciolta in quel momento.
Invece, ha ricevuto la sua prima come parte del programma televisivo condotto da Bernstein negli anni '50, Omnibus, nella puntata The World of Jazz (16 ottobre 1955). Benny Goodman (grande amico di Bernstein sin dagli anni '40) fu il solista e il dedicatario dell'opera, dopo la dedica declinata di Herman.
Nel 1952 Bernstein revisionò la partitura dalla sua strumentazione originale per un'orchestra più convenzionale, e incorporò il lavoro successivamente in una sequenza di balletto nella prima bozza del suo musical Wonderful Town. La versione rivista del lavoro non sopravvisse e la maggior parte della musica fu tagliata dalla versione finale della colonna sonora del musical, con l'eccezione di alcune frasi nei numeri del musical Conquering the City e Conversation Piece.

## Orchestrazione
L'organico del concerto prevede un clarinetto solista e un'orchestra jazz. In seguito esso verrà riscritto per orchestra dal compositore e grande amico di Bernstein Lukas Foss.

## Seguito
Un ideale seguito del concerto si può trovare nel Blues composto da Bernstein per il suo Divertimento del 1980, in cui si ha un movimento con la tonalità bassa che ricorda le atmosfere della composizione, e di preciso quelle del primo movimento. Bernstein era un grande amante del blues, e lo ha usato nella maggior parte dei suoi lavori, come anche la colonna sonora del film Fronte del porto oppure nel suo musical West Side Story.

## Discografia
Recordings by Leonard Bernstein
- Benny Goodman. Benny Goodman Collector's Edition, CBS MK 42227
- Peter Schmidl. Bernstein Conducts Bernstein, Deutsche Grammophon 447952-2 GLB, (1949), (p) 1992

Recording of big band version
- Wolfgang Meyer. Homage to Benny Goodman, EMI Classics 7243 5 56652 2 5 (1998), (p) 1998

Recordings available on CD
- Michael Collins. The Jazz Album, EMI CDC 7 47991 2
- Harmen de Boer. Bernstein/Copland/Gershwin/Stravinsky, Chandos CHAN 9210 (1993), (p) 1993
- Benny Goodman. Benny Goodman Collector's Edition, CBS MK 42227
- Wolfgang Meyer. Homage to Benny Goodman, EMI Classics 7243 5 56652 2 5 (1998), (p) 1998
- Peter Schmidl. Bernstein Conducts Bernstein, Deutsche Grammophon 447952-2 GLB, (1949), (p) 1992
- Richard Stoltzman. Copland/Corigliano/Bernstein, RCA Victor Red Seal RD 87762 (1988), (p) 1988
- John Bruce Yeh. Stravinsky/Bernstein/Gould/Babin/Shaw, Reference Recordings RR-55CD (1993), (p) 1993